# Campionato mondiale militare di scherma 2005
Il Campionato mondiale militare di scherma del 2005 ("2005 World Military Fencing Championships") è stato organizzato dalla Federazione internazionale della scherma e si è svolto a Grosseto in Italia dal 1 al 10 aprile.
Nel fioretto, si sono aggiudicati i titoli di campione e campionessa mondiale militare il coreano Chang Duk Ha, che ha battuto in finale il rumeno Virgil Saliscan, e l'italiana Margherita Granbassi che ha avuto la meglio sulla rumena Roxana Scarlat.
Nella spada il tedesco Sven Schmid ha battuto in finale l'italiano Alfredo Rota, ottenendo il titolo mondiale militare maschile, mentre tra le donne la rumena Ana Maria Brânză ha superato l'italiana Bianca Del Carretto.
Nella sciabola il rumeno Ciprian-Gheo Porumb prevale sul bielorusso Aliaksandr Buikevich, mentre l'italiana Gioia Marzocca ha battuto la rumena Catalina Gheorghitoaia.
Nel campionato mondiale militare a squadre maschili, la nazionale coreana ha prevalso nella finale del fioretto contro la Romania, mentre la nazionale italiana ha vinto nella spada contro la formazione coreana, ed infine la nazionale italiana ha avuto la meglio sulla compagine rumena nella sciabola.
Nel campionato mondiale militare a squadre femminili, la nazionale italiana ha prevalso nella finale del fioretto contro la Romania, l'Italia ha vinto nella spada contro la compagine rumena, ed infine la formazione rumena ha avuto la meglio sulla nazionale italiana nella sciabola.

## Podi

### Uomini
| Specialità  | Oro                                                    | Argento                                        | Bronzo                                              |
| Individuali |                                                        |                                                |                                                     |
| Fioretto    | Chang Duk Ha                                           | Virgil Saliscan                                | Byungchul Choi                                      |
| Spada       | Sven Schmid                                            | Alfredo Rota                                   | Seung Gu Kim                                        |
| Sciabola    | Ciprian-Gheo Porumb                                    | Aliaksandr Buikevich                           | Ivan Filimonov                                      |
| A squadre   |                                                        |                                                |                                                     |
| Fioretto    | Corea del Sud Chang Duk Ha Byungchul Choi -            | Romania Virgil Saliscan -                      | Italia Andrea Baldini Matteo Zennaro Simone Vanni - |
| Spada       | Italia Paolo Milanoli Alfredo Rota Matteo Tagliariol - | Corea del Sud Seung Gu Kim Seung Hwa Jin Sun - | Bielorussia Vital' Zacharaŭ Murashka Plotnikau -    |
| Sciabola    | Italia Andrea Aquili Giacomo Guidi Diego Occhiuzzi -   | Romania Cosmin Hanceanu Ciprian-Gheo Porumb -  | Bielorussia Aliaksandr Buikevich Ivan Filimonov -   |

### Donne
| Specialità  | Oro                                                               | Argento                                                        | Bronzo              |
| Individuali |                                                                   |                                                                |                     |
| Fioretto    | Margherita Granbassi                                              | Roxana Scarlat                                                 | Valentina Cipriani  |
| Spada       | Ana Maria Brânză                                                  | Bianca Del Carretto                                            | Sonja Tol           |
| Sciabola    | Gioia Marzocca                                                    | Catalina Gheorghitoaia                                         | Alessandra Lucchino |
| A squadre   |                                                                   |                                                                |                     |
| Fioretto    | Italia Valentina Cipriani Margherita Granbassi Ilaria Salvatori - | Romania Roxana Scarlat -                                       | Bielorussia -       |
| Spada       | Italia Bianca Del Carretto Cristiana Cascioli Serena Lualdi -     | Romania Ana Maria Brânză -                                     | Ungheria -          |
| Sciabola    | Romania Catalina Gheorghitoaia -                                  | Italia Gioia Marzocca Alessandra Lucchino Marianna Tricarico - | Ungheria -          |

## Medagliere
| Pos.   | Nazione       | Oro | Argento | Bronzo | Totale |
| ------ | ------------- | --- | ------- | ------ | ------ |
| 1      | Italia        | 6   | 3       | 3      | 12     |
| 2      | Romania       | 3   | 7       | 0      | 10     |
| 3      | Corea del Sud | 2   | 1       | 2      | 5      |
| 4      | Germania      | 1   | 0       | 0      | 1      |
| 5      | Bielorussia   | 0   | 1       | 4      | 5      |
| 6      | Ungheria      | 0   | 0       | 2      | 2      |
| 7      | Paesi Bassi   | 0   | 0       | 1      | 1      |
| Totale | Totale        | 12  | 12      | 12     | 36     |